# Al-Mazhal
Al-Mazhal (arab. المزحل) – miejscowość w Syrii, w muhafazie Hama. W 2004 roku liczyła 2077 mieszkańców.